# 廣德公主 (南明)
廣德公主（?—?），南明公主。

## 世系
因为南明史籍缺载，所以关于廣德公主的记载比较混乱。自明末流傳的说法指她是永曆帝朱由榔的次女。今人又提出一种说法，認為廣德公主是老桂王朱常瀛的女儿，永曆帝朱由榔的姐妹。公主的翁父黄燝于崇禎十五年（1642）自鄉貢中舉。桂端王朱常瀛生於萬曆二十五年（1597），子女多出生于天啟七年（1627）就藩衡陽之前。永明王朱由榔生於天啟三年（1623），長子出生于甲申國變（1644）之後。為廣德公主作傳的黃誠沅生於清同治二年（1863），是黄燝族兄的八代之後，按古人估算三十年為一世，黄燝確當與永曆帝年齡相仿。廣德公主之出自，似仍宜據舊史作永曆帝之女，蒙難時年尚幼者。

## 經歷
永历五年（1651），清兵自水路攻破南宁，在永历朝廷从思恩府（今广西壮族自治区南宁市）仓皇逃往贵州安隆千户所（今贵州省安龙县）途中，公主为忠阉所护流落到武缘县（民国后改称武鸣县）东的起凤山南，幸得原明朝御史黄燝收留躲开了清兵的追捕。黄燝字虚白，其家为壮族，世袭百户。恰逢黄燝次子黄垶的元配封氏死去，黄燝秘不发丧，用公主掉包黄垶的妻子。黄燝终因不肯剃发留辫，死在省城狱中。公主在夏黄村黄家得到庇护，多年后方与黄垶正式结为夫妻。
永曆長子出生於1644甲申之變之後。

## 身後
广德公主死后葬于夏黄村南的潭油岭，因惧祸不封不树。辛亥以后，民国十九年（1930），黄氏后人黄诚沅以“叔祖虚白公暨其媳广德公主轶事拾丛”一文镌刻石碑，以纪此事。原碑赖广德公主庙（在武鸣县城厢乡夏黄村小学校舍内）得今存。

## 民国起凤廣德公主碑全文
叔祖虚白公暨广德公主轶事丛拾（见《武鸣县志》）1930年立
昔人有句云，云台不及钓台高。然在当时，孰视钓台为足重者！沅八世叔祖虚白公，讳燝，泥而不滓，度己以绳，举明崇祯壬午乡荐。既琬琰之为心，复玄黄而成采。时则有广西巡按晋江黄锡衮者，慨时事蜩沸，弃官来游起凤，主於余家，与虚白极其相得。洎六龙幸邕，遂抽沦掇沉，以公应求贤之诏焉。弓旌贲野，清要即膺；松厅咏竹，霜棱凛然。此武缘知县颜鼎植所以有“梦启旁求”题牓之赠也。未几，公亦解组蜷居里闾。帝益播越，靡有宁处，旋又道逢清兵，宫眷分散。帝之次女广德公主偕一阉宦，昼伏宵行，间关来至武缘，望门投止。公竟罔恤百口，匿主密所，著以粤女衣饰，俾冒次子诸生垶甫死元室，而于深夜潜将死者藁葬园内，严饬家众，弗许宣泄。迨公殁后多年，公主齿暮，始凭随阉出作蹇修，与垶公实践夫妇伦义。前此岁月，公主则足不逾其寝闼之阈，垶公则莫得一睹公主之面，男女贞正至于如是，洵属未之前闻！主卒，葬于夏黄本村南首潭油原上，以无碑志，今已莫可辨识矣。沅考明末帝女，尚有一封安化公主者，随驾入滇，道死，墓在富州皈朝，以经昆明王畴五学士思训赋诗凭吊，故“皇姑坟”三字久已遍传寰中。而广德公主则直至先君丹崖府君加以表彰，世方稍知有此事。同为帝女，同遘艰屯，何其得传先后同有如此乎？沅少时，曾闻虚白公系瘐死于思恩府廨囹圄，故墓碑未著，终忌惟不谂，究坐何罪无从考索。近阅新编发史，乃悉公于天命改革后，执志弥坚，卒因不肯发薙致此。二百年来，禁纲綦密，以故舆乘失登，并宗谱亦缺而弗记。先君子所撰本县图经，虽已撮载其概第，彼时犹多审顾，未便质言。兹者，国体既更，冰融雪化，逸史秘籍过眼日多，爰将凡涉虚白公、广德公主之片语只辞，采取掇拾缀述，勒石昭示来许，匪特以其事之卓卓可传，能补有明一代史书之阙，且复增光桑梓门户。盖欲俾我合族子弟，有所观感，益加淬砺，庶勿至于堕行败德、干名犯义，而成为世界上之完人耳。夫上帝至公，无善不赏，久蛰必起，光芒愈长，于此具见天心爱物，微而必著，其厄之于一时者，正所以申之于万世也。虚白公之遗匾，广德公主之葬地，亦何尝不与子陵钓台同其巍巍耶！
庚午夏曆三秋族雲孫誠沅記